# Sashina Vignes Waran

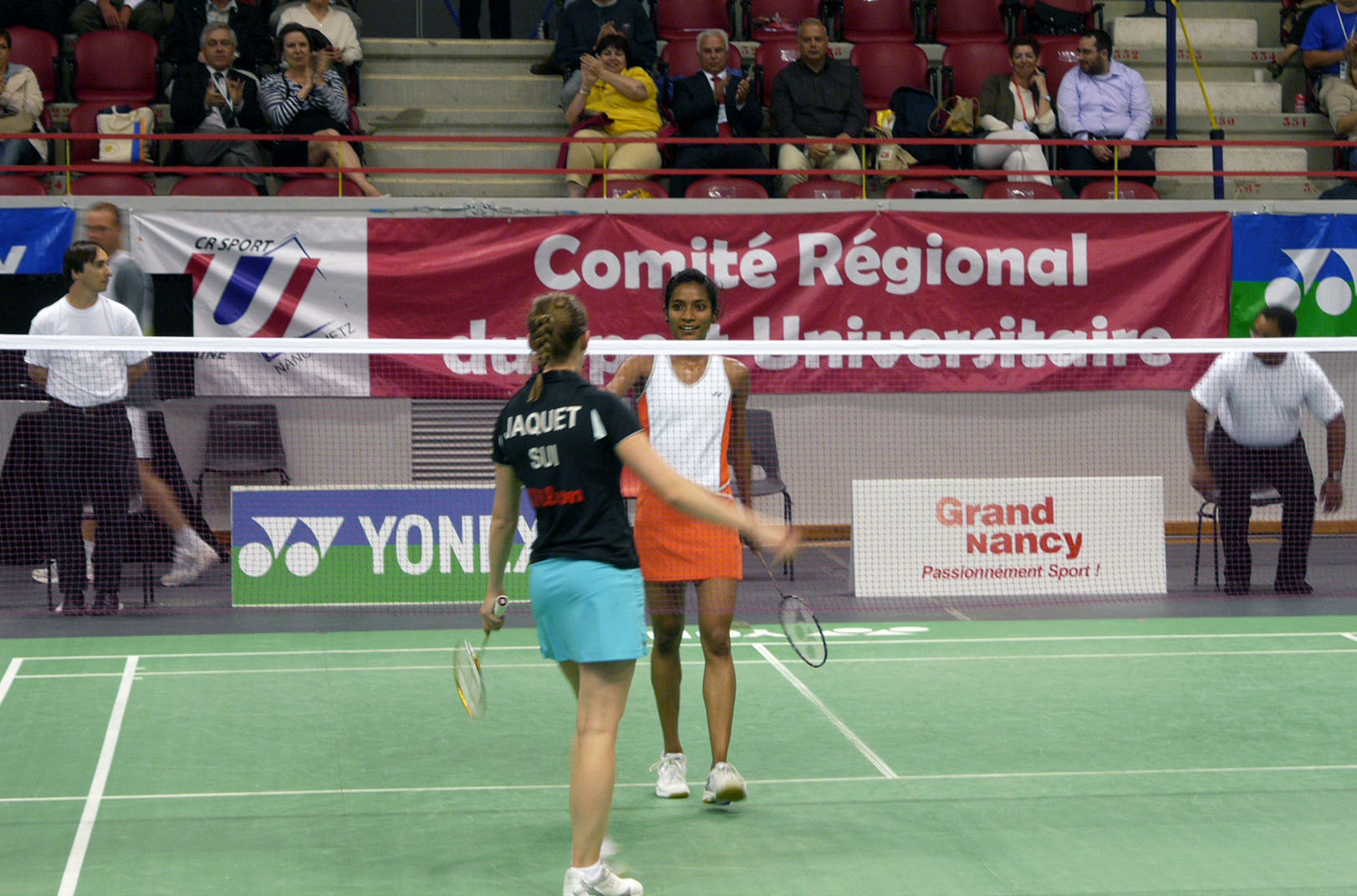
Sashina Vignes Waran (hinten) bei den Europäischen Hochschulmeisterschaften 2010.

Sashina Vignes Waran (* 3. August 1988 in Kuala Lumpur, verheiratete Sashina Discher) ist eine französische Badmintonspielerin malaysischer Herkunft.

## Karriere
Sashina Vignes Waran kam sechzehnjährig im Jahr 2004 nach Frankreich und wurde dort im späteren Verlauf ihrer Karriere Nationalspielerin. Bei der Swiss Open Super Series 2009 schied sie mit ihrer Schwester Teshana noch in der ersten Runde aus. Bereits ein Jahr später wurde sie Hochschuleuropameisterin und belegte Platz zwei bei den Czech International 2010. 2011 gewann sie die Portugal International. Bei den Spanish International musste sie verletzungsbedingt im Achtelfinale gegen die spätere Finalistin Beatriz Corrales aufgeben.

## Sportliche Erfolge
| Saison | Veranstaltung              | Platz (DE) |
| ------ | -------------------------- | ---------- |
| 2010   | Czech International        | 2          |
| 2011   | Portugal International     | 1          |
| 2012   | Estonian International     | 3          |
| 2012   | Belgian International      | 1          |
| 2012   | Czech International        | 2          |
| 2012   | Bitburger Open             | 5          |
| 2012   | Norwegian International    | 1          |
| 2014   | Französische Meisterschaft | 1          |